# Sequester (Recht)
Ein Sequester ist ein Verwahrer eines sequestrierten Gegenstands bzw. Verwalter einer sequestrierten Liegenschaft.
Ziel einer Sequestration ist es, die Sache zu erhalten bzw. sie während eines Rechtsstreits vor einer Verfügung durch den Nichtberechtigten zu schützen. Der Sequester soll nach Abschluss des Rechtsstreits zwischen den hinterlegenden Parteien die Sache an den Berechtigten herausgeben.

## Deutschland
Gegenstand der Sequestration einer Sache oder eines Rechts, die gem. § 938 Abs. 2 ZPO ausdrücklich Inhalt einer einstweiligen Verfügung sein kann, ohne hierüber näheres zu bestimmen, ist deren Sicherstellung, Verwahrung und Verwaltung. Mit einer sog. Sicherstellungsverfügung wird der Schuldner zur Herausgabe der Sache an den Gerichtsvollzieher zur Hinterlegung oder Verwahrung verpflichtet. Der Sequester wird als Treuhänder für den Schuldner (als dessen Vertreter) – anders als der Gerichtsvollzieher für den Gläubiger – tätig.
Erstreckt sich die Sequestration auf bewegliche Sachen, behält der bisherige unmittelbare Besitzer gegenüber dem Sequester den mittelbaren Besitz. Auch bei Erlass eines allgemeinen Verfügungsverbots bleibt das Prozessführungsrecht des Schuldners bestehen.
Dem Rechtspfleger obliegt es, den zuständigen Sequester zu bestellen (§§ 848 Abs. 1 ZPO, § 938 Abs. 2 ZPO). Ein Gerichtsvollzieher ist nicht verpflichtet, das Amt eines Sequesters zu übernehmen (§ 154 GVGA).
Die Kosten der Sequestration können im Kostenfestsetzungsverfahren aufgrund der Kostengrundentscheidung des Verfahrens festgesetzt werden, in dem die Sequestration angeordnet worden ist. Eine gerichtlich angeordnete Sequestration ist bei Schuldnerilliquidität von der vermögenschützenden Ausfallhaftung ausgenommen.

## Österreich
Der Sequester nimmt eine in Anspruch genommene Sache von den streitenden Parteien oder vom Gericht in Verwahrung. Die Rechte und Verbindlichkeiten des Sequesters werden nach den Grundsätzen des Verwahrungsvertrages beurteilt (§ 968 ABGB).

## Schweiz
Bei der Sequestration gem. Art. 480 OR wird eine Sache, deren Rechtsverhältnisse streitig sind, von den Streitparteien bei einem Dritten hinterlegt. In der Folge darf dieser sie nur mit Zustimmung aller Beteiligten oder auf Anordnung des Richters herausgeben. Dem Sequester kommt im Streit um die Berechtigung an der Sache keine Parteistellung zu, er bleibt ein unbeteiligter Dritter.